# Falcarius
Falcarius là một chi khủng long, được Kirkland Zanno Sampson J. Clark & DeBlieux mô tả khoa học năm 2005.